# انیمال من
اَنیمال مَن (به انگلیسی: Animal Man) با نام اصلی برنهارد «بادی» بیکر، یک شخصیت خیالی ابرقهرمان در کتاب‌های کامیک آمریکایی منتشر شده توسط دی‌سی کامیکس است. این شخصیت توسط نویسنده دیو وود و طراح کارمین اینفانتینو خلق شده‌است؛ که برای اولین بار در شمارهٔ ۱۸۰ از مجموعه کمیک ماجراجویی‌های عجیب (سپتامبر ۱۹۶۵) حضور پیدا کرد. در نتیجه حضور در نزدیکی انفجار یک فضاپیما فرازمینی، بادی بیکر از طریق دسترسی به «عنصر قرمز» موقتاً توانایی‌های حیوانات (از جمله پرواز پرندگان، یا قدرت متناسب با اندازه مورچه) را بدست می‌آورد. بیکر با استفاده از این قدرت‌ها و تحت عنوان ابرقهرمانی انیمال من، با جرم جنایت به مبارزه می‌پردازد.